# Cylindrocolea rhizantha
Cylindrocolea rhizantha é uma espécie de  planta do gênero Cylindrocolea e da família Cephaloziellaceae.

## Taxonomia
Os seguintes sinônimos já foram catalogados:  
- Cylindrocolea obtusifolia  Fulford
- Jungermannia rhizantha  Mont.

## Descrição
Plantas verde brilhantes até marrom ou avermelhadas, sem estolões. Filídios sucubos, lateralmente inseridos, bilobados, ápice dos lobos agudos a curto acuminados, margem obtusa, cuticula lisa. Anfigastros ausentes.

## Forma de vida
É uma espécie epixila, rupícola, terrícola e folhosa.

## Conservação
A espécie faz parte da Lista Vermelha das espécies ameaçadas do estado do Espírito Santo, no sudeste do Brasil. A lista foi publicada em 13 de junho de 2005 por intermédio do decreto estadual nº 1.499-R.

## Distribuição
A espécie é encontrada nos estados brasileiros de Acre, Bahia, Espírito Santo, Goiás, Pernambuco, Rio de Janeiro, São Paulo, Paraná e Ceará. É também encontrada na Colômbia.
A espécie é encontrada nos  domínios fitogeográficos de Floresta Amazônica, Cerrado e Mata Atlântica, em regiões com vegetação de cerrado, mata ciliar, floresta de terra firme e floresta ombrófila pluvial.